# Tàngara cresta de foc
La tàngara cresta de foc (Loriotus cristatus) és un ocell de la família dels tràupids (Thraupidae).

## Hàbitat i distribució
Habita la selva pluvial amazònica, a les Guaianes, est i sud de Veneçuela, est i sud de Colòmbia, est, nord-est, centre i oest del Brasil, nord i sud-est del Perú,, est de l'Equador, nord de Bolívia